# محمد بنعمارة
محمد بنعمارة (7 مايو 1945 - 12 مايو 2007) هو شاعر وباحث وإعلامي مغربي، من أعضاء رابطة الأدب الإسلامي العالمية.

## حياته
ولد بنعمارة في 7 مايو 1945 بمدينة وجدة بأقصى شرق المغرب، تابع بها دراسته الابتدائية قبل أن يتوجه للرباط لمتابعة دراسته الثانوية.
حصل على دكتوراة الدولة في موضوع: الصوفية في الشعر المغربي المعاصر، المفاهيم والتجليات، وكان قد بدأ موضوع التصوف في الشعر في دراسته العليا بأطروحة الأثر الصوفي في الشعر العربي المعاصر. اشتغل بنعمارة في التعليم الثانوي أستاذا للغة العربية. أشرف على مجموعة من البرامج الإذاعية، خاصة منها (حدائق الشعر) الذي كان يذاع في إذاعة وجدة الإقليمية.

## من مؤلفاته
- «الشمس والبحر والأحزان»، (دار أبو رقراق، الرباط، 1972).
- «العشق الأزرق» (بالاشتراك مع فريد الرياحي).
- «عناقيد وادي الصمت»، (المؤسسة الثقافية، وجدة).
- «نشيد الغرباء»، (مطبعة النور، تطوان).
- «مملكة الروح»، (منشورات المشكاة، وجدة).
- «السنبلة» ، (دار الأمان، الرباط، 1990).
- «في الرياح.. وفي السحابة»، (منشورات اتحاد كتاب المغرب، الرباط، 2001).
- ثم المجموعة الشعرية «الذهاب بعيدا عن نفسي» التي نشرت بعد وفاته سنة 2007.

### من أبحاثة ودراساته
- الصوفية في الشعر المغربي المعاصر (المفاهيم والتجليات)، منشورات دار المدارس، البيضاء، 2000.
- الأثر الصوفي في الشعر المغربي المعاصر، البيضاء، منشورات المدارس، 2001.
- الكتابة عند أحمد مفدي (بالاشتراك)، منشورات اتحاد كتاب المغرب (فرع فاس)

## وفاته
توفي عصر يوم السبت 12 مايو 2007 عن عمر يناهز الثانية والستين، إثر مرض عضال.

## وصلات خارجية
- محمد بنعمارة على موقع أرشيف الشارخ.
- (فيديو): لقاء تلفزيوني مع محمد بنعمارة. (برنامج مشارف. التلفزيون المغربي)